# Campionati europei di slittino 1992
I Campionati europei di slittino 1992 sono stati la 33ª edizione della competizione.
Si sono svolti a Winterberg, in Germania.

## Medagliere
| Pos.   | Nazione  | Oro | Argento | Bronzo | Totale |
| ------ | -------- | --- | ------- | ------ | ------ |
| 1      | Germania | 3   | 1       | 2      | 6      |
| 2      | Italia   | 1   | 2       | 1      | 4      |
| 3      | Austria  | 0   | 1       | 1      | 2      |
| Totale | Totale   | 4   | 4       | 4      | 12     |

## Podi
| Evento            | Oro                                                                                 | Argento | Bronzo                                                                                 |
| Singolo Maschile  | René Friedl                                                                         | Norbert Huber                                                                                               | Georg Hackl                                                                            |
| Singolo Femminile | Susi Erdmann                                                                        | Sylke Otto                                                                                                  | Angelika Neuner                                                                        |
| Doppio            | Hansjörg Raffl Norbert Huber                                                        | Kurt Brugger Wilfried Huber                                                                                 | Stefan Krauße Jan Behrendt                                                             |
| Squadre mista     | Germania Georg Hackl René Friedl Susi Erdmann Sylke Otto Yves Mankel Thomas Rudolph | Austria Markus Prock Robert Manzenreiter Angelika Neuner Andrea Tagwerker Gerhard Gleirscher Markus Schmidt | Italia Norbert Huber Oswald Haselrieder Natalie Obkircher Anja Plaikner Hansjörg Raffl |